# Swedish National Academy of Mime and Acting
De National Academy of Mime and Acting (NAMA), in Zweeds bekend als Teaterhögskolan i Stockholm, was een school voor acteren en mime in Stockholm. Deze school was in het Engels bekend onder de namen Stockholm University College of Acting en Stockholm Academy of Dramatic Arts.
De school werd in 1787 opgericht in opdracht van koning Gustaaf III en was lang verbonden met het Kungliga Dramatiska Teatern. De toneelschool van het Kungliga Dramatiska Teatern was bekend als Dramatens elevskola en leverde diverse bekende acteurs en regisseurs af, zoals Greta Garbo, Gustaf Molander, Alf Sjöberg, Ingrid Bergman, Gunnar Björnstrand, Max von Sydow en Bibi Andersson. Op aanraden van Ingmar Bergman werd de school in 1964 gescheiden van het Kungliga Dramatiska Teatern, dit omdat het theater te weinig ruimte had voor de school. De school heette na de scheiding Statens scenskola, in 1977 werd de naam gewijzigd in Teaterhögskolan i Stockholm. Deze school heeft diverse bekende acteurs  afgeleverd, zoals Peter Stormare, Ingmar Bergman, Anja Lundqvist, Ardalan Esmaili, Marie Richardson, Jakob Eklund en Lena Olin. Ondanks dat er in Lund en Göteborg dependances actief zijn, bleef de school in Stockholm onafhankelijk opereren. 
De school fuseerde op 1 januari 2011 met de Dramatiska Institutet en kreeg toen de naam Stockholm Academy of Dramatic Arts (SADA). 